# Henglan
Henglan (kinesiska: 横栏) är en köping i sydöstra Kina. Den ligger i staden Zhongshan i provinsen Guangdong, omkring 67 kilometer söder om provinshuvudstaden Guangzhou. Antalet invånare är 101 415. Befolkningen består av 46 274 kvinnor och 55 141 män. Barn under 15 år utgör 11,0 %, vuxna 15-64 år 84 %, och äldre över 65 år 4,0 %.